# Pen Cayetano
Pen Cayetano, né en 1954 à Dangriga, est un musicien et un artiste bélizien. Membre de la communauté Garifuna, il est considéré comme un des pionniers du punta rock.

## Biographie
Autodidacte, il puise ses influences artistiques dans les traditions de son peuple, les Garifunas, originaires d'Afrique de l'Ouest.

### Peinture
Il commence à peindre à la fin des années 1970 à Dangriga, dans le sud du Belize, puis s'établit en Allemagne en 1990. Il retourne au Belize en 2009 avec sa femme allemande et ses enfants, et y ouvre une galerie. Son style est naïf, coloré.

### Musique
Guitariste, percussionniste et chanteur, Cayetano est l'un des principaux artisans du renouveau de la culture garifuna, avec Andy Palacio. Il revendique la paternité du punta rock, ce mélange de musique sacrée, de percussions et d'instruments modernes: son groupe The Turtle Shell Band a été fondé en 1980 à Dangriga et s'est rapidement fait connaître dans le reste du pays puis en dehors du Belize. En 1983, le groupe se produit au Festival de jazz de la Nouvelle-Orléans. En 1998, il fonde le groupe The Cayetanos avec ses enfants.
Il est membre de l'Ordre de l'Empire britannique depuis 2013.